# 數星星
《數星星》，是美國流行搖滾樂團共和世代的一首歌曲，收錄於他們的第3張錄音室專輯《原始天性》中。歌曲由樂團的主唱莱恩·泰德創作，並由泰德和诺尔·赞卡内拉共同製作。音樂上，歌曲是一首使用迪斯科節拍的民谣搖滾歌曲。2013年6月14日，歌曲作為專輯的第3張單曲發行。
《數星星》是樂團商業成績最好的一首歌曲，在加拿大和英國取得了排行榜冠軍，在美國則取得了亞軍，在20個國家都進入了榜單前10。歌曲在英國已獲得了超過100萬份銷量。
歌曲的音樂錄影帶由詹姆士·李斯導演。錄影帶中，樂團在一個教徒集會的教堂的一樓表演。 截至2020年7月，錄影帶已獲得超過30億觀看人次，是觀看次數最多的YouTube影片之一。
2025年除夕夜，这首歌曲登上该年央视春晚。

## 背景與作曲
萊恩·泰德在創作《愛滿溢》（Love Runs Out）一個月之後開始創作本歌曲。 在接受英國官方榜單公司的訪談中，泰德稱：“我最開始有創作《數星星》的想法是我2012年夏天在漢普頓的時候。我在我生平踏入的最大的一個房子工作，這個房子是傑斯和碧昂絲租的。當時我的共和世代最新專輯《原始天性》已經完成一半了，那時我不打算和其他藝人合作。但我反悔了，因為我那年也和碧昂絲做了一些東西。當傑斯和碧昂絲邀請你和他們一起留在漢普頓時，你不能拒絕！” 接著他又說：“我在那裡待了大概五天，第二天的時候我起得很早然後開始上網，找一些能啟發我為碧昂絲創作的靈感。最後我找到了一首像是本歌曲的本土民謠風格的奇怪的歌曲，它像電石火花一樣震撼了我。我不喜歡歌曲的主歌和歌詞，但我喜歡它的那種感覺和節奏。這首歌最終啟發我創作了《數星星》。我盤算著放給碧昂絲聽並且收在她的專輯裡面，但這首歌實在不像碧昂絲會錄的歌。我突然有了創作副歌的想法，就回家了，並且在後三個月完成了專輯《原始天性》。” 泰德稱《數星星》也許是他正式成曲之前修改最多次的歌曲了，也是《原始天性》裡面的兩首他最愛的歌曲之一。
《數星星》是一首迪斯科節拍的民謠流行歌曲。 《丹佛郵報》的里卡多·巴卡評價歌曲稱歌曲是“一首極具感染力的歌曲 - 泰德把流行元素加入民謠音樂中，還有一點R&B的感覺在裡面。” 根據Musicnotes.com的資料，歌曲主要以升C小調創作，節奏由每分鐘104拍到122拍。 樂團稱歌曲的主題是“晚上躺在床上睡不著，但大腦卻很疲憊，思考著‘我們要怎樣才能收支平衡呢？我們要怎樣才能付清帳單呢？’你知道，所有的那些你人生想做的事情 - 我們要怎樣才能著手做呢？它會怎樣發生或應驗呢？所以我們不要數羊啦，我們去數星星。”

## 曲目列表
- CD單曲[13]

1. "Counting Stars" – 4:44
2. "Counting Stars" (Lovelife remix) – 3:55

## 榜單
| 榜單 （2013年-2014年）                    | 最高 排位 |
| ----------------------------------------- | --------- |
| 澳大利亚（澳大利亚唱片业协会單曲榜）      | 2         |
| 奥地利（Ö3四十强单曲榜）                  | 4         |
| 比利时佛兰德（Ultratop五十强单曲榜）      | 22        |
| 比利時（Ultratop法兰德斯舞曲榜）          | 50        |
| 比利时瓦隆（Ultratop五十强单曲榜）        | 18        |
| 比利時（Ultratop瓦隆尼亚舞曲榜）          | 15        |
| 加拿大（Canadian Hot 100）                | 1         |
| 捷克（電台百強單曲榜）                    | 2         |
| 捷克（百強數位單曲榜）                    | 10        |
| 丹麥（Hitlisten单曲榜）                   | 3         |
| 芬兰（芬蘭官方單曲榜）                    | 1         |
| 法国（法國唱片出版業公會單曲榜）          | 7         |
| 德国（德國官方單曲榜）                    | 3         |
| 希臘（《告示牌》数字歌曲榜）              | 4         |
| 匈牙利（四十强电台榜）                    | 6         |
| 匈牙利（四十強單曲榜）                    | 3         |
| 愛爾蘭（愛爾蘭唱片音樂協會单曲榜）        | 2         |
| 以色列（媒体森林电台榜）                  | 1         |
| 意大利（意大利音乐产业联盟）              | 8         |
| 盧森堡（《告示牌》数字歌曲榜）            | 5         |
| 墨西哥（《告示牌》英语电台榜）            | 1         |
| 墨西哥（拉丁监控英语榜）                  | 3         |
| 荷兰（荷蘭四十強單曲榜）                  | 3         |
| 新西兰（新西兰唱片音乐协会单曲榜）        | 2         |
| 挪威（世道單曲榜）                        | 4         |
| 波蘭（波蘭百大電台榜）                    | 1         |
| 蘇格蘭（官方榜单公司單曲榜）              | 1         |
| 斯洛伐克（電台百強單曲榜）                | 1         |
| 斯洛伐克（百強數位單曲榜）                | 46        |
| 西班牙（西班牙音樂製作協會）              | 4         |
| 瑞典（瑞典最熱榜）                        | 6         |
| 瑞士（瑞士热门音乐榜）                    | 9         |
| 英國（官方榜单公司單曲榜）                | 1         |
| 美国（《告示牌》百大單曲榜）              | 2         |
| 美國（《告示牌》Adult Alternative Songs） | 4         |
| 美國（《告示牌》成人當代單曲榜）          | 1         |
| 美國（《告示牌》Adult Pop Airplay）       | 1         |
| 美國（《告示牌》Dance Club Songs）        | 30        |
| 美國（《告示牌》Latin Airplay）           | 32        |
| 美國（《告示牌》Latin Pop Airplay）       | 26        |
| 美國（《告示牌》Pop Airplay）             | 1         |
| 美國（《告示牌》Rhythmic Songs）          | 22        |
| 委內瑞拉（唱片报告流行摇滚榜）            | 19        |

| 榜單 （2013年）                      | 排位 |
| ------------------------------------ | ---- |
| 澳大利亞（澳大利亞唱片業協會單曲榜） | 8    |
| 加拿大（加拿大百強單曲榜）           | 70   |
| 德國（媒体控制榜）                   | 21   |
| 匈牙利（四十強電台榜）               | 38   |
| 紐西蘭（紐西蘭唱片音樂協會）         | 11   |
| 英國（官方榜單公司單曲榜）           | 9    |
| 美國（《告示牌》百強單曲榜）         | 63   |

| 榜單 （2014年）                  | 排位 |
| -------------------------------- | ---- |
| 加拿大（加拿大百強單曲榜）       | 3    |
| 義大利（義大利音樂產業聯盟）     | 13   |
| 英國（官方榜單公司單曲榜）       | 44   |
| 美國（《告示牌》百強單曲榜）     | 5    |
| 美國（《告示牌》成人另類歌曲榜） | 42   |

## 銷售認證
| 地區                                                       | 认证    | 认证单位/销量 |
| ---------------------------------------------------------- | ------- | ------------- |
| 澳大利亚（澳大利亚唱片业协会）                             | 7× 白金 | 490,000‡      |
| 比利时（比利時唱片音樂協會）                               | 金      | 15,000*       |
| 加拿大（加拿大音乐协会）                                   | 8× 白金 | 640,000*      |
| 丹麦（國際唱片業協會丹麥分會）                             | 金      | 15,000^       |
| 德国（聯邦音樂產業協會）                                   | 白金    | 300,000^      |
| 意大利（意大利音乐产业联盟）                               | 3× 白金 | 90,000‡       |
| 墨西哥（墨西哥音像製品協會）                               | 2×      | 120,000*      |
| 新西兰（新西兰唱片音乐协会）                               | 2× 白金 | 30,000*       |
| 瑞典（瑞典唱片業協會）                                     | 5× 白金 | 200,000‡      |
| 瑞士（國際唱片業協會瑞士分会）                             | 白金    | 30,000^       |
| 英国（英国唱片业协会）                                     | 2× 白金 | 1,070,000     |
| 美国（美國唱片業協會）                                     | 金      | 5,300,000     |
| 流媒體                                                     |         |               |
| 丹麦（國際唱片業協會丹麥分會）                             | 3× 白金 | 5,400,000^    |
| 西班牙（西班牙音樂製作協會）                               | 2× 白金 | 20,000,000‡   |
| *僅含認證的實際銷量 ^僅含認證的出貨量 ‡僅含認證的+實際銷量 |         |               |

## 發行歷史
| 地區   | 日期          | 形式     | 廠牌                      |
| ------ | ------------- | -------- | ------------------------- |
| 奧地利 | 2013年6月14日 | CD單曲   | 莫斯林音樂 Interscope唱片 |
| 德國   | 2013年6月14日 | CD單曲   | 莫斯林音樂 Interscope唱片 |
| 瑞士   | 2013年6月14日 | CD單曲   | 莫斯林音樂 Interscope唱片 |
| 美國   | 2013年6月14日 | 主流電台 | 莫斯林音樂 Interscope唱片 |